# Monochilus
Monochilus, biljni rod trajnica iz porodice medićevki, dio potporodice Ajugoideae. Rod je opisan kao monotipičan 1835., s vrstom Monochilus gloxiniifolius. Godine 1999. otkrivena je nova vrsta M. obovatus. Od jedine dosad poznate vrste Monochilusa razlikuje se po obliku lista, veličini čaške i obliku vjenčića.

## Opis
Monochilus (Lamiaceae) je zagonetan rod endemičan za Brazil s dvije rijetko sakupljane vrste koje su trenutno prepoznate. Na temelju morfoloških značajki pretpostavlja se da je Monochilus blisko povezan s Amasonia unutar potporodice Ajugoideae. Međutim, Monochilus je jedan od rijetkih rodova unutar Lamiaceae koji nikada nije predstavljen u objavljenoj molekularnoj filogenetskoj studiji, pa stoga ima neizvjestan položaj u potporodici. Tijekom nedavnog istraživanja herbarija u sklopu projekta Flora of Brasil 2020, otkriveni su novi primjerci Monochilus gloxinifolius i M. obovatus. Na temelju ovog materijala konstruirana je nova filogenija Ajugoideae na temelju nuklearnih ribosomskih ITS i kloroplastnih matK i trnL-trnF markera. Monochilus je, kao što je ranije pretpostavljeno, usko povezan s Amasonijom i smješten unutar Ajugoideae. 

## Vrste
1. Monochilus gloxiniifolius Fisch. & C.A.Mey.
2. Monochilus obovatus P.D.Cantino